# Лисино (Ленінградська область)
Лисино (рос. Лисино) — присілок у Волосовському районі Ленінградської області Російської Федерації.
Населення становить 134 особи. Належить до муніципального утворення Калитинське сільське поселення.

## Історія
Від 1 серпня 1927 року належить до Ленінградської області.

## Населення
| 2007 | 2010 | 2017 |
| ---- | ---- | ---- |
| 125  | ↘118 | ↗134 |